# Autoregolazione cerebrale
L'autoregolazione cerebrale è un processo nei mammiferi, che mira a mantenere un adeguato e stabile flusso sanguigno nel cervello. Mentre la maggior parte dei sistemi del corpo mostrano un certo grado di autoregolazione,  il cervello è molto sensibile alla iper- e all'ipoperfusione. L'autoregolazione cerebrale svolge un ruolo importante nel mantenere un adeguato flusso di sangue in quell'organo. La perfusione del cervello è essenziale per la vita dal momento che il cervello ha un elevato fabbisogno metabolico. Attraverso l'autoregolazione cerebrale il corpo è in grado di fornire sufficiente sangue contenente ossigeno e nutrienti al tessuto cerebrale per questa sua necessità e rimuovere l'anidride carbonica e altri prodotti di scarto.
L'autoregolazione cerebrale si riferisce ai meccanismi fisiologici che mantengono il flusso di sangue ad un livello adeguato durante le modificazioni della pressione sanguigna. Tuttavia, a causa delle importanti influenze dei livelli del tasso arterioso del diossido di carbonio cerebrale, dell'attivazione neurale, dell'attività del sistema nervoso simpatico, della postura, nonché altre variabili fisiologiche, l'autoregolazione cerebrale è spesso interpretata come la più ampia regolamentazione nel campo del flusso sanguigno cerebrale. Questo campo include aree quali la reattività all'anidride carbonica, l'accoppiamento neurovascolare e altri aspetti di emodinamica cerebrale.
Questa regolazione del flusso ematico cerebrale è ottenuta principalmente da piccole arterie e arteriole, che si dilatano o si contraggono sotto l'influenza di molteplici sistemi di controllo fisiologici piuttosto complessi. La diminuzione dell'efficacia di questi meccanismi può verificarsi ad esempio dopo ictus, traumi o anestesia, nei neonati prematuri o è stato coinvolto nello sviluppo di lesioni cerebrali recidivanti. La misurazione non invasiva di segnali fisiologici importanti come il flusso ematico cerebrale, la pressione intracranica, la pressione sanguigna, i livelli di anidride carbonica, il consumo di ossigeno cerebrale, eccetera è piuttosto impegnativo e ancor di più la successiva valutazione dei sistemi di controllo. Ancora molto resta da scoprire sulla fisiologia di controllo del flusso di sangue e per migliorare gli interventi clinici per ridurre gli eventi del paziente.

## Meccanismi fisiologici
Il flusso ematico cerebrale (FEC) totale è di 750-1000 ml/min, che rappresenta il 15% della gittata cardiaca. Il FEC dipende dalla pressione di perfusione e dalla resistenza offerta dai vasi cerebrali secondo la formula:
Flusso Ematico Cerebrale = (Pressione arteriosa media – Pressione intracranica) / Resistenza vasi cerebrali.
La resistenza dei vasi cerebrali è influenzata dalla viscosità del sangue e, soprattutto, dai meccanismi di autoregolazione che agisce secondo due meccanismi: meccanico e metabolico.

### Autoregolazione meccanica
Ad un calo della pressione arteriosa sistemica corrisponde una vasodilatazione dei vasi cerebrali; viceversa ad un aumento della pressione arteriosa sistemica i vasi cerebrali reagiscono vasocostringendo. È importante notare che questo meccanismo funziona soltanto in un range di pressione arteriosa sistemica media compreso fra 50 e 160 mmHg. Sotto o sopra questi estremi l’autoregolazione è già massimale.

### Autoregolazione metabolica
Il principale fattore in grado di regolare il calibro arteriolare dei vasi cerebrali è la concentrazione di anidride carbonica prodotta localmente. Quando il metabolismo cellulare aumenta in un determinato distretto vi è un incremento locale di CO2 e metaboliti acidi con conseguente vasodilatazione e aumento del FEC regionale. In tal modo le aree cerebrali maggiormente attive vengono prontamente irrorate da un maggior afflusso sanguigno.

## Valutazione dell'autoregolazione cerebrale
A livello ospedaliero e post operatorio, un'autoregolazione cerebrale ridotta può causare disfunzioni cognitive, danni neurologici e un aumento della mortalità in pazienti senza dei danni cerebrali preesistenti.